# KK연합
KK 연합(KK連合)은 일본의 신좌파인 중핵파가 사용하는 용어이다.

## 개요
중핵파의 적인 경찰(Keisatsu)와 혁 마르파 (Kakumaruha)는 실은 뒤에서 연결되어 있고 서로 연계하여 중핵파를 노리고 있다는 것을 표현한 중핵파의 개념이다. 1970년대 중반부터 사용하게 되었다.

또한 "적대 당파는 국가 권력과 연결되어 있고 서로 연계하여 자당파를 탄압 하려하고 있다"라는 유사한 개념이나 주장은 혁 마르파에 의한 권력모략론 이나 일본 공산당 에 따르면 가짜좌익폭력집단 방임론이 있다.